# کربوکسامید

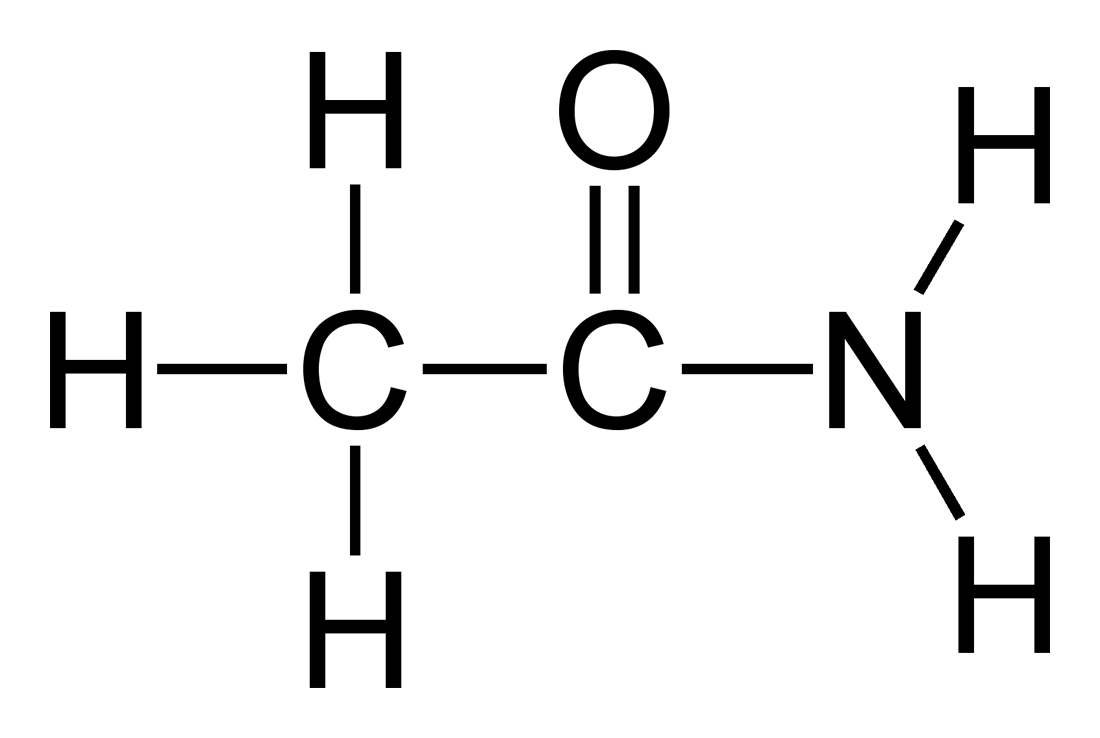
استامید، یک کربوکسامید ساده

در شیمی آلی، کربوکسامید (یا آمینو کربونیل‌ها) گروه‌های عاملی با ساختار کلی ′′R-CO-NR′R اند که در آن R′ ،R و ′′R جانشین‌های آلی یا هیدروژن اند.
دو اسید آمینه، آسپاراژین و گلوتامین یک گروه کربوکسامید در خود دارند ویژگی‌ها و واکنش‌های گروه کربوکسامید به ظرفیتهای پیوندهای هیدروژنی NH2- و کربونیل اکسیژن آن مربوط است. نمونه‌های ساده از کربوکسامید عبارتند از:
- استامید
- بنزآمید